# Dodda Thattamangala, Devanahalli
Dodda Thattamangala là một làng thuộc tehsil Devanahalli, huyện Bangalore Rural, bang Karnataka, Ấn Độ.